# Суперкубок Грузії з футболу 2024
Суперкубок Грузії з футболу 2024 — 23-й розіграш турніру. Матчі відбулися в червні та липні 2024 року між чотирма найсильнішими командами Грузії 2023 року.
| Володар Суперкубка Грузії 2024 |
| ------------------------------ |
|                                |
| Торпедо Третій титул           |

## Формат
У турнірі взяли участь переможець Кубка Грузії та три найкращі команди Ліги Еровнулі:
- Чемпіон Грузії — Динамо (Батумі)
- Віце-чемпіон Грузії — Динамо (Тбілісі)
- Бронзовий призер Ліги Еровнулі — Торпедо (Кутаїсі)
- Володар Кубка Грузії — Іберія 1999

## Півфінали
| 28 червня 2024 20:00 (UTC+4) |

| Іберія 1999 | 0–2      | Динамо (Тбілісі)                          |
| ----------- | -------- | ----------------------------------------- |
|             | Протокол | - Окріашвілі 42' (пен.) - Ломінадзе 90+3' |

| Стадіон ім. Давіда Петріашвілі, Тбілісі Глядачів: 2 130 Арбітр: Бакур Нінуа |

| 28 червня 2023 21:00 (UTC+4) |

| Динамо (Батумі)                                      | 3–3      | Торпедо (Кутаїсі)                                    |
| ---------------------------------------------------- | -------- | ---------------------------------------------------- |
| - Мамучашвілі 12' - Гудушаурі 25', 83'               | Протокол | - Йонсен 20', 73' - Жоржиньйо 90+3'                  |
|                                                      | Пенальті |                                                      |
| - Мамучашвілі - Харабадзе - Мара - Гоміс - Гудушаурі | 2–3      | - Йонсен - Манджгаладзе - Пірес - Гігаурі - Арабідзе |

| Аджарабет Арена, Батумі Глядачів: 7 000 Арбітр: Алеко Апціаурі |

## Матч за третє місце
| 3 липня 2024 20:00 (UTC+4) |

| Динамо (Батумі)                       | 3–2      | Іберія 1999                            |
| ------------------------------------- | -------- | -------------------------------------- |
| Джинджолава 20' (аг) Тамбеду 68', 76' | Протокол | Нонікашвілі 45' (пен.) Мамацашвілі 90' |

| Аджарабет Арена, Батумі Арбітр: Іраклій Квірікашвілі |

## Фінал
| 3 липня 2024 21:00 (UTC+4) |

| Динамо (Тбілісі) | 1–2      | Торпедо (Кутаїсі)      |
| ---------------- | -------- | ---------------------- |
| Цецхладзе 85'    | Протокол | Жуніор 3' Нинкович 61' |

| Стадіон ім. Давіда Петріашвілі, Тбілісі Глядачів: 2 200 Арбітр: Георгій Круашвілі |

| В                    | 37 | Михеїл Макацарія          |     |     |
| З                    | 15 | Мухран Багратіоні         |     | 58' |
| З                    | 3  | Александре Каландадзе (к) |     |     |
| З                    | 27 | Ніколоз Угрехелідзе       | 90' |     |
| З                    | 38 | Саба Харебашвілі          |     |     |
| ПЗ                   | 6  | Нодар Ломінадзе           |     | 67' |
| ПЗ                   | 16 | Леван Осікмашвілі         |     | 67' |
| ПЗ                   | 8  | Домінік Сімон             |     |     |
| ПЗ                   | 25 | Ніколоз Цецхладзе         |     |     |
| ПЗ                   | 18 | Оскар Сантіс              |     | 70' |
| Н                    | 7  | Вахтанг Салія             |     | 78' |
| Запасні:             |    |                           |     |     |
| В                    | 36 | Папуна Беруашвілі         |     |     |
| З                    | 21 | Кіке Кадете               |     |     |
| З                    | 40 | Саба Хвадагіані           |     | 67' |
| ПЗ                   | 5  | Александре Пейкрішвілі    |     |     |
| ПЗ                   | 17 | Ніка Сіхарушвілі          |     |     |
| ПЗ                   | 18 | Цотне Берелідзе           |     | 67' |
| ПЗ                   | 23 | Георгій Моісцрапішвілі    |     | 78' |
| Н                    | 9  | Джадулі Йобашвілі         |     | 67' |
| Н                    | 11 | Саба Самушія              |     | 58' |
| Головний тренер:     |    |                           |     |     |
| Фердінанд Фельдгофер |    |                           |     |     |

| В                | 31 | Филип Кляїч                 |       |     |
| З                | 5  | Цотне Надарая               | 90+1' |     |
| З                | 3  | Педру Монтейру              |       |     |
| З                | 16 | Ніка Сандохадзе             |       |     |
| ПЗ               | 22 | Георгій Мчедішвілі          |       | 65' |
| ПЗ               | 7  | Мераб Гігаурі (к)           | 78'   | 79' |
| ПЗ               | 10 | Никола Нинкович             |       | 65' |
| ПЗ               | 20 | Жуніор                      | 45+4' | 65' |
| ПЗ               | 21 | Ауро                        | 82'   |     |
| Н                | 9  | Бйорн Йонсен                | 90'   |     |
| Н                | 14 | Феліпе Пірес                |       |     |
| Запасні:         |    |                             |       |     |
| В                | 1  | Ото Гошадзе                 |       |     |
| З                | 15 | Джуба Двалішвілі            |       |     |
| З                | 27 | Лаша Шергелашвілі           |       | 65' |
| ПЗ               | 8  | Гіоргі Арабідзе             |       | 79' |
| ПЗ               | 11 | Жоржиньйо (футболіст, 1995) |       | 65' |
| ПЗ               | 13 | Гіулі Манджгаладзе          |       | 65' |
| ПЗ               | 26 | Алеко Басіладзе             |       |     |
| Н                | 19 | Франсуа Еконголо            |       |     |
| Н                | 30 | Лука Рехвіашвілі            |       |     |
| Головний тренер: |    |                             |       |     |
| Стів Кін         |    |                             |       |     |